# اختبار استثاري
اختبار استثاري أو اختبار استفزازي أو اختبار تحريضي (بالإنجليزية: Provocation test)‏ ويُسمى أيضًا تجربة استثارية أو دراسة استثارية، هو شكل من أشكال التجارب السريرية الطبية، حيثُ يتعرض المشاركون إما إلى مادة أو شيء يُعتقد أنه يثير استجابة ما، أو إلى مادة زائفة أو جهازٍ لا ينبغي أن يُسبب استجابة. من الأمثلة على هذه الاختبارات اختبار حساسية الجلد.